# Langrayen gris
Artamus cinereus
Espèce
Statut de conservation UICN

 LC  : Préoccupation mineure

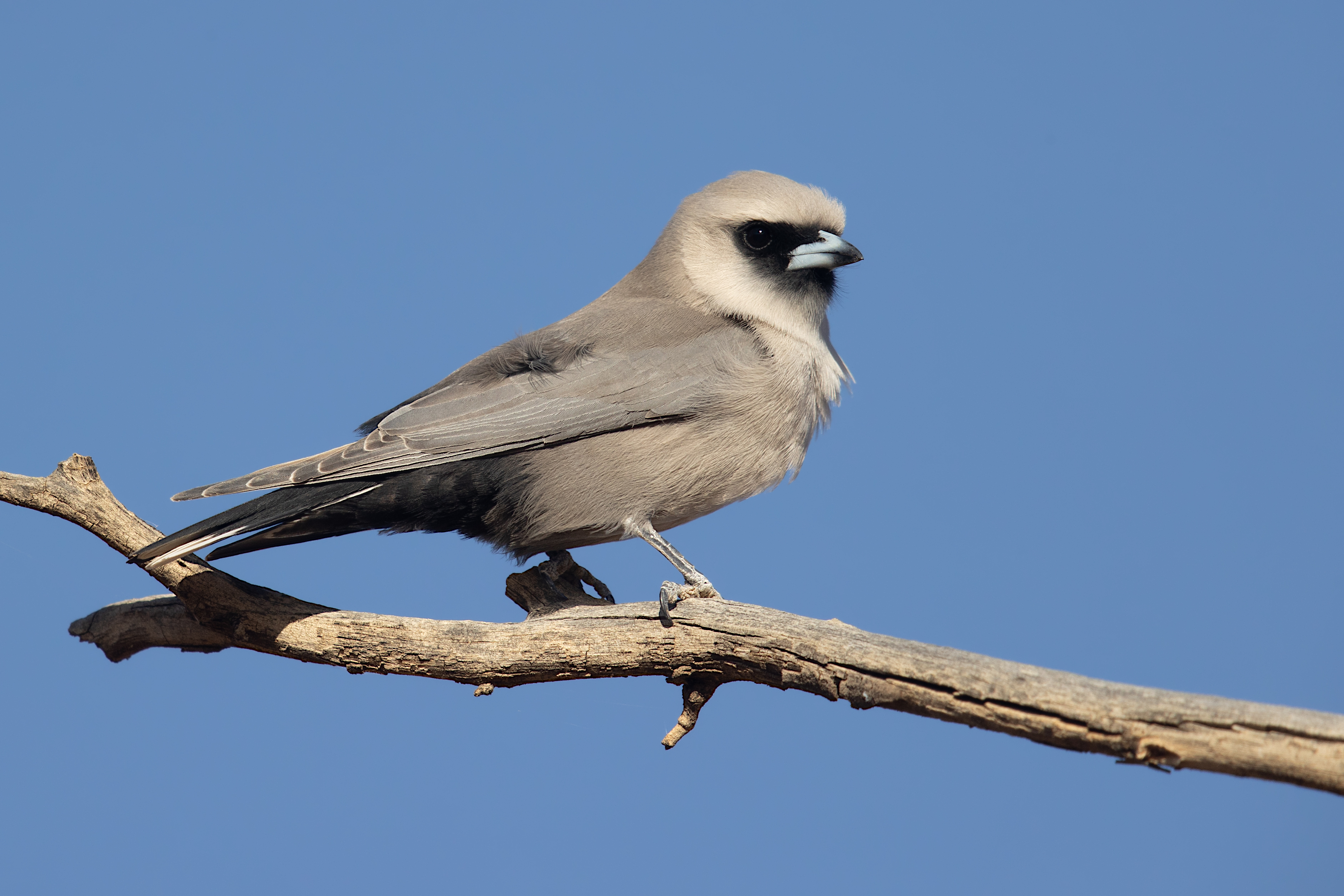
Un langrayen gris dans le parc national Sturt en Australie. Aout 2020.

Le Langrayen gris (Artamus cinereus) ou langrayen à face noire, est une espèce de passereau de la famille des Artamidae.

## Répartition
Cette espèce vit en Australie et le sud de la Nouvelle-Guinée et des îles de la Sonde.

## Liste des sous-espèces
Selon Alan P. Peterson, cet oiseau est représenté par cinq sous-espèces :
- Artamus cinereus cinereus Vieillot 1817
- Artamus cinereus dealbatus Schodde & Mason,IJ 1999
- Artamus cinereus melanops Gould 1865
- Artamus cinereus normani (Mathews) 1923
- Artamus cinereus perspicillatus Bonaparte 1850